# Theodor Kofler
Theodor Kofler (Innsbruck, 27 luglio 1877 – Bukoba, ottobre 1957) è stato un fotografo austriaco. Trasferitosi in Egitto agli inizi del Novecento, realizzò le prime foto conosciute delle Piramidi e dei templi da un aereo nel 1914.

## Biografia
Theodore Kofler è il quarto di sette fratelli. Il padre, Franz, era originario di Sand in Taufers e si era trasferito ad Innsbruck dove aveva sposato Kreszenz Egger. Nel 1883 Kreszenz muore, poco dopo l'ultimo parto, e due anni dopo il padre si risposa con Antonia Graziadei, dalla quale avrà altri 4 figli. 
Nel 1898 Theodore viene giudicato idoneo per l'Esercito ed inserito negli Alpini Tirolesi (Standschützen), Terzo Reggimento di stanza a Trento, ma poco dopo, nel 1903, partirà subito per l'Egitto alla volta del Cairo. Non si sa se fosse già un fotografo prima della partenza, ma arrivato al Cairo nei primi tempi collabora con due fotografi, Edelstein e Paul, per poi acquistare uno studio fotografico proprio nel 1908: "Cairo Studio". Sappiamo che fu anche un buon pittore. Nel 1904 sposa la moglie Elvira, dalla quale avrà due figli: Stephanie e Wilhelm. 
Nel 1914 scatta le 21 foto che rientreranno poi nell'album, acquistato da Alexandre Varille tra il 1931 ed il 1935. Queste foto vengono scattate dagli aerei di Marc Bonnier (le foto della piana di Giza risalgono ad un periodo compreso tra il 2 ed il 12 gennaio 1914) ed Louis Olivier (Karnak, Luxor e Tebe), prima che quest'ultimo distrugga il suo aeroplano in un incidente. Tutto ciò è emerso esaminando il fondo appartenuto a Varille, acquisito dall'Università di Milano nel 2001 grazie a una generosa mecenate milanese. L'egittologa Patrizia Piacentini ha ritrovato un album di fotografie con la sigla Kofler, Cairo 1914. Ventuno immagini eccezionali, realizzate nella prima metà del 1914, con la riproduzione delle piramidi dei templi di Karnak e di Luxor e alcuni monumenti della riva occidentale di Tebe. Si tratta di una taccolta per molti aspetti di grande valore sia per gli studi di Egittologia, ma anche per quelli della stessa fotografia, dell'aviazione e di un autore che, fino al 2001, era del tutto sconosciuto.
Il 12 agosto 1912 la Gran Bretagna dichiara guerra all'Austria ed il governo inglese (l'Egitto all'epoca infatti si trovava sotto il suo protettorato) deporta gli austriaci obbligati alla leva nelle vicinanze di Alessandria o a Malta: sarà proprio sull'isola di Malta che Kofler verrà deportato e dove diventerà il fotografo dei prigionieri, i quali, stando alle fotografie di Theodor, non si trovavano in condizioni di vita deplorevoli. Nell'aprile del 1916 viene liberato e torna in Egitto alla fine del mese. Nel 1917 muore il padre, ma a causa della guerra non può presenziare al funerale. 
Nel 1922 ottiene invece la cittadinanza austriaca, dato che il padre era italiano, mentre la madre originaria di Innsbruck. Dopo il 1914 Kofler aveva smesso di dedicarsi alla fotografia archeologica, ma lavorava spesso per la stampa o teneva servizi per matrimoni ed anche scuole. Nel 1942, durante la seconda Guerra Mondiale, gli inglesi deportano gli ex-austriaci in Palestina, poi in Sud Africa ed in Kenya, dove si troverà proprio Wilhelm. Qui fa carriera negli Hotel più prestigiosi e si sposa con Ursula Rose Sachs. Nel 1952, prima della rivoluzione egiziana, Kofler e la moglie partono per la Francia, per virare poi in Kenya dal figlio e poi trasferirsi sul lago Vittoria in Tanzania, dove Elvira morirà nel 1955, seguita tre anni dopo dal marito.